# Пиер II (Бретан)
Пиер II Бретански, наречен Простоватия (на френски: Pierre II de Bretagne dit le Simple; * 7 юли 1418, Нант, Кралство Франция; † 22 септември 1457, пак там), е херцог на Бретан (1450 – 1457), граф на Монфор-л’Амори и титулярен граф на Ричмънд от 1450 г. от Дом дьо Дрьо.

## Произход
Той е втори син на херцога на Бретан Жан VI Мъдри (* 1389, † 1442) и Жана Френска (* 1391, † 1433), дъщеря на краля на Франция Шарл VI Безумния и Изабела Баварска. Има двама братя и три сестри:
- Ана (* 1409, † сл. 1415)
- Изабела (* 1411 † 1442), съпруга на Ги XIV дьо Монфор-Лавал, граф на Лавал
- Маргарита (* 1412 † 1421)
- Франсоа I Любимия (* 1414 † 1450), херцог на Бретан (1442 – 1450), граф на Монфор, съпруг на Йоланда Анжуйска и на Изабела Шотландска
- Жил (* 1420 † 1450), господар на Шамтосе и на Ангранд, съпруг на Франсоаз дьо Динан

## Биография

### Граф на Генгам
Номиниран от баща си за граф на Генгам, той се бие срещу англичаните в Нормандия през 1449 и през 1450 г. с брат си, херцог Франсоа I Бретански, и чичо си Артур дьо Ришмон (Ричмънд), конетабъл, и превзема няколко града, включително Кутанс, Сен Ло и Фужер.

### Управление
Става херцог след смъртта на Франсоа I. Тъй като Франсоа няма син, според разпоредбите на Първия договор от Геранд (1365 г.), който изключва дъщерите му от наследство, той определя брат си Пиер за предпочитане пред Маргарита и Мария, за да го наследи с декларация от 16 юли 1450 г. Новият херцог отдава феодална почит на краля на Франция на 3 ноември 1450 г. в Монбазон близо до Тур.
Под влиянието на своя чичо конетабъл Артур дьо Ришмон Пиер II кара убийците на другия си брат Жил да бъдат преследвани. Благородникът екзекутор Оливие дьо Меел е съден от щатите на Бретан, събрани във Ван на 24 май 1451 г., и е обезглавен на 8 юни. Неговите помощници са измъчвани от сенешала на града. Що се отнася до подбудителя на убийството Артур дьо Монтобан, той успява да избяга и да се скрие в манастира на Селенстинския орден в Париж, където остава до царуването на Луи XI от Франция.
Именно по време на управлението на Пиер II е официализирано изобретяването на институцията на „Деветте стари баронства на Бретан“, за които се предполага, че са аналог на Деветте епископства на Бретан. По време на Щатите от 1451 г. са създадени три нови баронства в полза на Жан дьо Дервал (19 май), Жан IV Рагнел, барон на Малстроа (22 май) и Тристан дю Перие, барон на Кентен (23 май). Тези творения завършват четирите баронства, контролирани от Дом Лавал (Витре, Шатобриан, Рец и Ла Рош Бернар), както и тези на Ансени, държани от господаря на Рийо и Леон от Дом Роан.
През 1453 г. херцог Пиер II изпраща войска от 1500 конници в Гюен под номиналното командване на своя братовчед-германец Франсоа, граф на Етам и ефективното ръководство на господарите на Монтобан и Hunaudaie, които участват в битката при Кастийон и в окончателното изгонване на англичаните от Франция. След това херцогът трябва да е арбитър в конфликта за предимство, който противопоставя Перин дю Фю, игуменка на Абатство „Сен Жорж“ на Рен, на абата на Сен Мелен, подкрепян от епископа на Рен. Въпреки була на папа Николай V от 7 ноември 1453 г., осъждайки твърденията на игуменката, Пиер II трябва да се намеси с наредба по време на интронизацията на новия епископ на Рен Жак д'Еспине на 10 април 1454 г. и принуждава непокорната игуменка.
Той разрешава на бретанците да се сражават на страната на французите. Именно бретанският флот блокира пристанището на Бордо през 1453 г. и прехвърля там десант от 8000 войници, които завземат града. В същото време Пиер Бретански се опитва да утвърди самостоятелността на Бретан. Той поддържа преки отношения с чуждестранните управители и подписва договори с Кралство Кастилия и Кралство Португалия през 1451 г. Когато кралят на Франция Шарл VII Валоа изисква ленен оманж от Бретан, Пиер отказва.

### Подготовка за наследяването му
През 1455 г. става ясно, че Пиер II и съпругата му, блажената Франсоаз д'Амбоаз, не могат да имат потомци. Със здравословните проблеми на Пиер II възниква въпросът за неговото наследство, тъй като неговият чичо и определен наследник, конетабъл Артур дьо Ришмон е на 62 г., бездетен след три брака (с изключение на легитимирана дъщеря, която не може да претендира за неговото наследство).
За да избегне евентуални по-късни спорове, херцогът решава да омъжи племенницата си Маргарита Бретанска, най-голямата дъщеря на най-големия му брат Франсоа I, за своя братовчед Франсоа Бретански, граф на Етам и втори в реда на агнатското наследство. За да подпечата този съюз, херцогът свиква Щатите на Бретан във Ван, които се събират на 13 ноември 1455 г. в горната зала на Коуе (Ванс). Там се събират основните бретански лордове, както и епископи, абати и представители на градовете. Всички одобряват желания от Пиер II брачен съюз. Сватбата започва на 16 ноември от голяма литургия в катедралата „Сен Пиер“ във Ван, председателствана от епископа на Нант Гийом дьо Малстроа. Следват банкети и танци в Шато д'Ермин, а турнирите оживяват пл. „Лис“.

### Последни години
1455 г. е белязана и от посещението на херцог Пиер II Бретански в двора на краля на Франция. Пиер II откликва на поканата на Шарл VIII и напуска Редон по средата на юли 1455 г. той е посрещнат в Меюн сюр Йевр с приятелство и великолепие, преди да стигне до Тур. Той се връща в Редон на 20 септември 1455 г. През същата година е осъществен и голям проект на Пиер II – канонизирането на Висент Ферер, за което е инициирано канонично разследване от папа Николай V на 18 октомври 1451 г. Най-накрая Калист III, наследникът на папата, също родом от Валанс, се обръща към херцога с тържествената була от 14 юли 1455 г., който уведомява за канонизирането на проповедника. Първите церемонии в негова чест се състоя в Бретан на 4 април 1456 г. пред гроба на новия светец във Ван в присъствието на кардинал Ален V дьо Коетиви, епископ на Дол. Същият този кардинал дьо Коетиви получава през 1455 г. була от Калист III, потвърждаваща създаването на национална църква на бретанците в Рим: тази на „Сент Ив дьо Бретан“.
Сравнително краткото управление на този херцог не беляза историята. Неговите съвременници описват Пиер II Простоватия, добре съветван от жена си, но малко подходящ за херцогския пост, с муден ум, както и тяло, подложен на промени в настроението и срамежлив. На 22 септември 1457 г. 39-годишният херцог Пиер умира в Нант. Наследява го неговият чичо, граф и конетабъл на Франция Артур дьо Ришмон под името Артур III (* 1457, † 1458).
Пиер II кара да построят приживе, когато все още е само граф на Генгам, изваяна гробница в Колегиална църква „Нотр Дам дьо Нант“, която изчезва по време на Френската революция. В завещанието си от 5 септември 1457 г. той потвърждава волята си да бъде погребан там. През 1803 г., когато тази църква е разрушена, инж. Пиер Фурние забелязва, че когато гробницата му е отворена, той и работниците му откриват само манекен вътре. Не е ясно дали Петър II е починал на 22 септември 1457 г. или е инсценирал фалшивата си смърт, за да избяга.

## Брак и потомство
∞ юни 1441 за Франсоаз д'Амбоаз (* 1427, † 1485), дъщеря на Луи д'Амбоаз, виконт на Туар и принц на Талмон, на която църквата дава статут на Блажена, от която няма деца.

## Галерия
- Герб на Пиер II като граф на Генгам
- Печат като херцог (1454)
- Гроб на Пиер II и на съпругата му

## Часослов на Пиер
По поръчка на Пиер ІІ е изготвен през 1455 – 1457 г. часослов. Ръкописът е богато илюстриран и се съхранява в Националната библиотека на Франция в Париж (кат №. 1159). Известен е като Нантски часослов, съдържа 177 страници с размери 19 × 13 cm. Илюстрациите са рамкирани с богати красиви цветни фризове.
- Илюстрации
- Пиер се моли на Бог Отец
- Свети Винсент
- Пиер се моли пред Богородица с Младенеца